# Ex casados
Ex casados es una película de comedia romántica argentina de 2021 dirigida por Sabrina Farji. Narra la historia de una pareja divorciada que debe reencontrarse a partir de un accidente automovilístico ocasionado por uno de ellos que afectó al otro. Está protagonizada por Jorgelina Aruzzi, Roberto Moldavsky, Michel Noher, Liz Solari, Martín Campilongo y Celina Font. La película tuvo su estreno mundial el 24 de noviembre de 2021 durante el Festival Internacional de Cine de Mar del Plata y luego tuvo su lanzamiento en las salas de cine de Argentina el 2 de diciembre de 2021 bajo la distribución de CDI Films.
La película recibió críticas mixtas, ya que algunos elogiaron el guion y la elección del elenco, pero otros la consideraron una comedia con elementos repetidos y ya vistos. En el sitio web Todas las críticas tuvo un porcentaje de aprobación del 46%.

## Sinopsis
Sonia (Jorgelina Aruzzi) y Roberto (Roberto Moldavsky) son una pareja cuyo matrimonio está desgastado por la convivencia y las recurrentes peleas de pareja, por lo cual, Sonia en el festejo de su cumpleaños le pide a Roberto el divorcio. Desde entonces, cada uno rearmó su nuevamente vida; por su parte Sonia comenzó una relación con Ernesto (Michel Noher) un abogado, mientras que Roberto está de novio con Laura (Liz Solari), una reconocida actriz. Sin embargo, la expareja deberá reencontrarse luego de dos años de separados para dividir sus bienes, pero Sonia accidentalmente atropella a Roberto dejándolo hospitalizado, por lo tanto, lo lleva a su casa, ya que es la única en ese momento que puede ocuparse de él, lo cual causa que reaviven sus viejas peleas y emprenden un viaje al viñedo que tenían en La Rioja.

## Reparto
- Jorgelina Aruzzi como Sonia Millán
- Roberto Moldavsky como Roberto Itkin
- Michel Noher como Ernesto Quinteros
- Liz Solari como Laura Nadal
- Martín Campilongo como Diego Saban
- Celina Font como Ana
- Gabriel Corrado como Dr. Allerand
- Matías Desiderio como Armando
- Florencia Viterbo como Florencia "Florchi"
- Joelle Mora Levy Farji como Greta

## Recepción

### Comentarios de la crítica
La película dividió a la crítica tanto en reseñas positivas y negativas. Rolando Gallego de Escribiendo Cine puntuó a la película con un 6, comentando que Farji logra «ofrecer un diálogo inteligente con temas de agenda y el debate de la nueva ola feminista», mientras que Aruzzi demuestra una potente interpretación al igual que Campilongo y Font, pero que Moldavsky se lo ve rígido, lo cual debilita el ida y vuelta de la pareja central. Por su parte, Pedro Squillaci del diario La Capital calificó a la cinta como «regular», diciendo que es una comedia que entretiene gracias al carisma y la calidad interpretativa de Aruzzi y al logrado desempeño de Moldavsky quien no desentona en la historia, sin embargo, menciona que el problema radica en que «que es previsible y da la sensación desde las primeras escenas que el final será color de rosa», debido a ciertos personajes estereotipados. Ricardo Ottone de Subjetivo manifestó que el filme «se deja ver con cierta gracia y liviandad, los diálogos escritos por Farji y Daniel Guebel son filosos e ingeniosos y el reparto hace lo suyo con efectividad, [...] pero es una comedia romántica de manual, sin riesgo y con unos cuantos elementos reconocibles y repetidos como para entrar en la categoría de clichés».
Por otra parte, Catalina Dlugi de El Portal de Catalina destacó que la película tiene muchos aciertos, entre los cuales está el guion escrito de manera inteligente y la elección del elenco que brilla en sus actuaciones. Santiago García de Leer Cine mencionó que la comedia no es «linda», ya que «todo se ve como en las películas argentinas de los noventa, donde todo se veía con una ausencia total de autenticidad» y agregó que «las fórmulas podrán dar resultado en la teoría, pero en la realidad es muy distinto». En una reseña para Cine Argentino Hoy, Joaquín Viloria escribió que Ex casados cuenta con «chistes y escenas realmente graciosas» más allá de que en «algunas ocasiones ciertos chistes se repitan o alguna situación se alargue un poco, pero en ningún momento se vuelve tediosa, es dinámica y entretiene todo el tiempo»; y concluyó que presenta «un buen elenco, la duración justa, la dosis de drama necesaria y un guion bien logrado», lo cual «deja bien arriba al cine de comedia argentino».

### Premios y nominaciones
| Lista de premios y nominaciones | Lista de premios y nominaciones | Lista de premios y nominaciones | Lista de premios y nominaciones | Lista de premios y nominaciones | Lista de premios y nominaciones |
| Año                             | Organización                    | Categoría                       | Nominado/a(s)                   | Resultado                       | Ref(s)                          |
| ------------------------------- | ------------------------------- | ------------------------------- | ------------------------------- | ------------------------------- | ------------------------------- |
| 2021                            | Premios Sur                     | Mejor Actor Revelación          | Roberto Moldavsky               | Nominado                        | [ 11 ]                          |